# Larrousse
A Larrousse Formula One egy volt Formula–1-es csapat, amelyet 1987-ben alapított Didier Calmels és a korábbi versenyző Gérard Larrousse, eredetileg Larrousse & Calmels néven. Főhadiszállásukat Antonyban, Párizs déli részén rendezték be. Miután Calmels ellen büntetőeljárás indult, mert meggyilkolta a feleségét, a csapat neve Larrousse-ra változott. 1987 és 1994 között vettek részt a Formula–1-es küzdelmekben, legjobb eredményük az 1990-es japán nagydíjon elért dobogós hely volt.

## Története

### Együttműködés a Lolával (1987-1991)
A Larrousse & Calmels az első autóját a Lolával terveztette meg, ez lett az LC87-es modell (Lola T87/30). Az autókat a turbókorszak utolsó éveiben is szívómotorok hajtották, jelesül a Ford-Cosworth DFZ erőforrások. Először csak egy autóval indultak, amelyet Philippe Alliot vezetett, majd a szezon végén második pilótaként csatlakozott Yannick Dalmas. A Lolával kötött többéves megállapodás mellett a Zakspeed csapattól leigazolták Chris Murphyt, valamint 1989-re leszerződtek a Lamborghinivel, mint motorpartnerrel. 1988 végén leigazolták a Renault-nak és a Lotusnak is autókat tervező Gérard Ducarouge-t. A dolgok azonban váratlanul fordulatot vettek, amikor Didier Calmelst letartóztatták, mert megölte a feleségét. Innentől egyszerűen csak Larrousse volt a nevük.
Az 1989-es idényt is Alliot-val kezdték meg, míg Yannick Dalmas esetében legionáriusbetegséget diagnosztizáltak, amely komoly kihatással volt a teljesítményére. A kanadai nagydíj után megváltak tőle, a helyére Éric Bernard, majd Michele Alboreto ült. Év végén Larrousse eladta a csapat 50 százalékos tulajdonrészét a japán Espo Corporation-nek, új pilótaként pedig Szuzuki Aguri érkezett. A csapat új főhadiszállásra költözött, Signes-ba, közel a Paul Ricard versenypályához.
Habár az 1990-es idény első felében prekvalifikációra kényszerültek, mégis ez volt a csapat legjobb éve. Szuzuki hazai közönség előtt szerezte meg a csapat fennállásának első és egyetlen dobogós helyezését Japánban, a Larrousse pedig konstruktőri hatodikként végzett. Csakhogy az idény végén újabb csapások érték őket. Először a Lamborghini jelentette be, hogy átigazol a Ligier csapatához. Nem sokkal később az FIA közölte, hogy eljárást indít a csapat ellen, ugyanis tévedésből úgy regisztrálták az autójukat, mintha az a saját tervezésük lett volna, miközben a valóságban a Lola gyártotta azt. Büntetésből megfosztották őket az összes szerzett konstruktőri pontjuktól, de az eredménnyel járó díjazást és utazási kedvezményt megtarthatták, azonkívül 1991-ben nem kényszerültek prekvalifikációra.
1991-re a Harttal írtak alá együttműködést, de még az idény kezdete előtt az Espo Corporation kiszállt a csapatból, ami pénzügyi nehézségeket okozott.  Az új autó, az LC91-es viszonylag gyors volt, a középmezőny egyik legjobbja, de borzasztó megbízhatatlan. Szuzuki az idény első nagydíján Phoenixben a hatodik hellyel szerzett egy pontot, utána viszont az idény összes többi versenyén vagy kiesett, vagy nem is tudott kvalifikálni. Bernard Mexikóban szerzett még egy pontot, majd Japánban egy baleset következtében eltört a lába. A helyére az a Bertrand Gachot ült be a szezonzáró ausztrál nagydíjra, akit nemrég engedtek ki a börtönből egy taxis megtámadása miatt.
A fogyóban lévő pénz miatt a csapat csődvédelmet kért júliusban a francia bíróságtól. Egy újabb japán befektető, a Central Park vásárolta be magát, de Ducarouge ekkor otthagyta a csapatot. Felmerült a szintén nehéz helyzetben lévő AGS csapattal való egyesülés, amire végül nem került sor, és végül a pénzhiány miatt megszűnt az együttműködés a Harttal és a Lolával is.

### Venturi-kasztni (1992)
1991 őszén Larrousse aláírt egy megállapodást Robin Herddel, hogy tervezze meg az új autójukat, továbbá a Venturi versenyautóépítő-műhellyel, akik be is vásárolták magukat a csapatba, 65 százalékos tulajdonrésszel. Újra leszerződtek a Lamborghinivel mint motorpartnerrel, Gachot mellé pedig leigazolták Katajama Ukjót. Egyetlen pontot szereztek az idényben, azt is Monacóban, Gachot által. A csapattársak kétszer is ütköztek az idény során: Kanadában és Japánban.
1992 szeptemberében a Venturi eladta a csapatban meglévő részesedését egy Comstock nevű cégnek, amelyet a német Rainier Walldorf vezetett. Csakhogy hamarosan kiderült, hogy Walldorf igazi neve Klaus Waltz, és többszörös gyilkosság miatt Európa-szerte körözték. Franciaországban letartóztatták, de megszökött, és végül Németországban, kilenc órás tűzpárbajt követően végeztek vele a rendőrök egy szállodában. Az, hogy a Larrousse nevét két bűncselekménnyel is összefüggésbe lehetett hozni, egyáltalán nem vetett rájuk jó fényt.

### Önállóan tervezett autóval (1993-1994)
A rossz pénzügyi helyzetben a Larrousse-nak minden támogatásra szüksége volt. Miután megtudták, hogy a Peugeot beszállna a Formula–1-es küzdelmekbe, szerették volna, ha gyári partnerségi kapcsolatra lépnek, ezért mindent megtettek, hogy versenyképesnek tűnjenek. Maguk tervezték meg az új autójukat, amely sajnos továbbra sem teljesített fényesen. Miután a pénz elfogyott, az utolsó két futamra egy fizetős pilóta, Szuzuki Tosio ült be Alliot helyére. 
1994-ben ezért újra átstrukturálást hajtott végre a csapat. Mivel a Peugeot nem őket választotta, hanem a McLaren csapatát, a Lamborghini pedig kiszállt a sportágból, Ford-Cosworth HB motorokra váltottak, amely a Ford Zetec-R motornak a korábbi, gyengébb változata volt. Új szponzorok érkeztek, köztük egy sörgyár, amelynek köszönhetően ahol tiltva voltak az alkoholreklámok, ott az alkoholmentes Tourtel zöld-kék színeiben pompáztak az autók, ahol viszont nem, ott a Kronenbourg piros-fehérjében. Érik Comas mellé Olivier Beretta érkezett, de ő nem tudott pontokat szerezni. Comas szerzett az idény során két pontot, ebből a német nagydíjon csak úgy, hogy rengeteg kieső volt a futamon.
Az elavult motor és a nehezen vezethető autó miatt a csapat egyébként is a középmezőny legalján tanyázott. Az idény vége felé megint elfogyott a csapat pénze, ezért fizetős pilótákat kezdtek el alkalmazni: Beretta helyére visszaért Alliot, valamint Yannick Dalmas, sőt az újonc Noda Hideki is. Érik Comas helyére az utolsó versenyre Jean-Denis Délétraz ült be.
A csapat az idény során belekeveredett a Benetton csapat körül kialakult csalási botrányba. Ugyanis a Larrousse májusban azt kérte a tankolóberendezéseket gyártó Intertechnique-től, hogy távolítsák el a benzinszűrőt erről az eszközről. Ők erről beszámoltak az FIA-nak a Motorsport Világtanács szeptemberi ülése előtt, amit Jos Verstappen autójának a német nagydíjon történt kigyulladása miatt tartottak - a Benetton ugyanis ugyancsak eltávolította ezt a szűrőt, de nem az Intertechnique közreműködésével, ami a baleset oka lehetett.

### Összeomlás
Robin Herd megtervezte a csapat 1995-ben bevetendő autóját, de a gyártás nem indulhatott be, pénzhiány miatt. Beneveztek az 1995-ös Formula–1 világbajnokságra, az egyik pilótaként Comas-t megnevezve. A kétségbeejtő anyagi helyzet miatt sürgősen megoldást kellett találniuk. Az egyik eshetőség a Lola lett volna, de ők mereven elzárkóztak, hiszen a Larrousse az 1990-es és 1991-es kasztnijukért sem fizette ki őket teljesen. A másik lehetőség a nemzetközi Formula-3000-es bajnokságban induló DAMS csapat lett volna, akiknek a birtokában volt egy, a Reynard által tervezett Formula–1-es kasztni, amivel a sportágba történő beszállást tervezték. A téli szünetben azonban a két csapat tulajdonosának nem sikerült megegyeznie, így a Larrousse kényszerből az előző évi autóinak a módosítását rendelte el, hogy megfeleljenek az új szabályoknak. Emellett vártak a francia kormány segítségére is, ugyanis egy érvényben lévő jogszabály miatt nem fogadhattak el támogatást alkohol- és cigarettagyáraktól. Larrousse úr eladta a csapatban meglévő többségi tulajdonát  Laurent Barlesinek, illetve Jean Messaoudinak, akiknek megvolt a szükséges tőkéjük, és ők maguk is egy csapat indítását tervezgették. Az, hogy ki lesz a csapat második pilótája, az még nem volt eldöntve, több név is felmerült.
Mindössze két héttel a szezonnyitó brazil nagydíj előtt jelentették be, hogy a francia kormány nem fizet kárpótlást a Larrousse-nak. Emiatt rögtön be is jelentették, hogy kihagyják az idény első két versenyét és a régi autó átalakítása helyett inkább az új építésével foglalkoznak. Az FIA még arra is hajlandó volt, hogy a versenyeken részt nem vétel miatt kiszabandó bírságtól eltekintsenek. Nagy csodát azonban nem lehetett tenni: a Ford nem volt hajlandó motort adni nekik, mert nem fizettek érte, Gérard Larrousse ellen korábbi partnerei, Patrick Tambay és Michel Golay polgári peres eljárást kezdeményeztek Franciaországban, a Petronasszal való szponzori szerződés pedig csak feltételes volt annak függvényében, hogy a csapat el tud indulni egy nagydíjon avagy sem. A San Marinó-i nagydíj előtt Larrousse úr bejelentette, hogy a csapata visszalép a bajnoki küzdelmektől, hivatkozván arra, hogy pénzt nem, csak ígéreteket kapott. Ugyan tervezte, hogy 1996-ban újra benevezi a csapatot, az újabb eljárások, amelyek indultak, ezt lehetetlenné tették.
A Larrousse megszűnése csak egyik csapása volt a francia autósportnak, amely rövid időn belül elvesztette az AGS-t, 1994-ben pedig Flavio Briatore és Tom Walkinshaw vásárolták fel a szintén nemzeti LIgier csapatot.

## Formula–1-es eredmények
| Év   | Kasztni    | Motor             | Gumik | Pilóták               | 1   | 2   | 3   | 4   | 5   | 6   | 7   | 8   | 9   | 10  | 11  | 12  | 13  | 14  | 15  | 16  | Pontok | Helyezés |
| ---- | ---------- | ----------------- | ----- | --------------------- | --- | --- | --- | --- | --- | --- | --- | --- | --- | --- | --- | --- | --- | --- | --- | --- | ------ | -------- |
| 1987 | LC87       | Ford Cosworth DFZ | G     |                       | BRA | SMR | BEL | MON | DET | FRA | GBR | GER | HUN | AUT | ITA | POR | ESP | MEX | JPN | AUS | 3      | 9.       |
| 1987 | LC87       | Ford Cosworth DFZ | G     | Yannick Dalmas        |     |     |     |     |     |     |     |     |     |     |     |     |     | 9   | 14  | 5*  | 3      | 9.       |
| 1987 | LC87       | Ford Cosworth DFZ | G     | Philippe Alliot       |     | 10  | 8   | KI  | KI  | KI  | KI  | 6   | KI  | 12  | KI  | KI  | 6   | 6   | KI  | KI  | 3      | 9.       |
| 1988 | LC88       | Ford Cosworth DFZ | G     |                       | BRA | SMR | MON | MEX | CAN | DET | FRA | GBR | GER | HUN | BEL | ITA | POR | ESP | JPN | AUS | 0      | -        |
| 1988 | LC88       | Ford Cosworth DFZ | G     | Yannick Dalmas        | KI  | 12  | 7   | 9   | NK  | 7   | 13  | 13  | 19  | 9   | KI  | KI  | KI  | 11  |     |     | 0      | -        |
| 1988 | LC88       | Ford Cosworth DFZ | G     | Szuzuki Aguri         |     |     |     |     |     |     |     |     |     |     |     |     |     |     | 16  |     | 0      | -        |
| 1988 | LC88       | Ford Cosworth DFZ | G     | Pierre-Henri Raphanel |     |     |     |     |     |     |     |     |     |     |     |     |     |     |     | NK  | 0      | -        |
| 1988 | LC88       | Ford Cosworth DFZ | G     | Philippe Alliot       | KI  | 17  | KI  | KI  | 10  | KI  | KI  | 14  | KI  | 12  | 9   | KI  | KI  | 14  | 9   | 10  | 0      | -        |
| 1989 | LC88B LC89 | Lamborghini 3512  | G     |                       | BRA | SMR | MON | MEX | USA | CAN | FRA | GBR | GER | HUN | BEL | ITA | POR | ESP | JPN | AUS | 1      | 15.      |
| 1989 | LC88B LC89 | Lamborghini 3512  | G     | Yannick Dalmas        | NK  | KI  | NK  | NK  | NK  | NK  |     |     |     |     |     |     |     |     |     |     | 1      | 15.      |
| 1989 | LC88B LC89 | Lamborghini 3512  | G     | Éric Bernard          |     |     |     |     |     |     | 11  | KI  |     |     |     |     |     |     |     |     | 1      | 15.      |
| 1989 | LC88B LC89 | Lamborghini 3512  | G     | Michele Alboreto      |     |     |     |     |     |     |     |     | KI  | KI  | KI  | KI  | 11  | NPK | NPK | NPK | 1      | 15.      |
| 1989 | LC88B LC89 | Lamborghini 3512  | G     | Philippe Alliot       | 12  | KI  | KI  | KI  | KI  | KI  | KI  | KI  | KI  | NPK | 16  | KI  | 9   | 6   | KI  | KI  | 1      | 15.      |
| 1990 | LC89B LC90 | Lamborghini 3512  | G     |                       | USA | BRA | SMR | MON | CAN | MEX | FRA | GBR | GER | HUN | BEL | ITA | POR | ESP | JPN | AUS | 11     | 6.^      |
| 1990 | LC89B LC90 | Lamborghini 3512  | G     | Éric Bernard          | 8   | KI  | 13  | 6   | 9   | KI  | 8   | 4   | KI  | 6   | 9   | KI  | KI  | KI  | KI  | KI  | 11     | 6.^      |
| 1990 | LC89B LC90 | Lamborghini 3512  | G     | Szuzuki Aguri         | KI  | KI  | KI  | KI  | 12  | KI  | 7   | 6   | KI  | KI  | KI  | KI  | 14  | 6   | 3   | KI  | 11     | 6.^      |
| 1991 | LC91       | Ford Cosworth DFR | G     |                       | USA | BRA | SMR | MON | CAN | MEX | FRA | GBR | GER | HUN | BEL | ITA | POR | ESP | JPN | AUS | 2      | 11.      |
| 1991 | LC91       | Ford Cosworth DFR | G     | Éric Bernard          | KI  | KI  | KI  | 9   | KI  | 6   | KI  | KI  | KI  | KI  | KI  | KI  | NK  | KI  | NK  |     | 2      | 11.      |
| 1991 | LC91       | Ford Cosworth DFR | G     | Bertrand Gachot       |     |     |     |     |     |     |     |     |     |     |     |     |     |     |     | NK  | 2      | 11.      |
| 1991 | LC91       | Ford Cosworth DFR | G     | Szuzuki Aguri         | 6   | KI  | KI  | KI  | KI  | KI  | KI  | KI  | KI  | KI  | NK  | NK  | KI  | NK  | KI  | NK  | 2      | 11.      |
| 1992 | LC92       | Lamborghini 3512  | G     |                       | RSA | MEX | BRA | ESP | SMR | MON | CAN | FRA | GBR | GER | HUN | BEL | ITA | POR | JPN | AUS | 1      | 11.      |
| 1992 | LC92       | Lamborghini 3512  | G     | Bertrand Gachot       | KI  | 11  | KI  | KI  | KI  | 6   | DSQ | KI  | KI  | 14  | KI  | 18  | KI  | KI  | KI  | KI  | 1      | 11.      |
| 1992 | LC92       | Lamborghini 3512  | G     | Katajama Ukjó         | 12  | 12  | 9   | NK  | KI  | NPK | KI  | KI  | KI  | KI  | KI  | 17  | 9   | KI  | 11  | KI  | 1      | 11.      |
| 1993 | LH93       | Lamborghini 3512  | G     |                       | RSA | BRA | EUR | SMR | ESP | MON | CAN | FRA | GBR | GER | HUN | BEL | ITA | POR | JPN | AUS | 3      | 10.      |
| 1993 | LH93       | Lamborghini 3512  | G     | Philippe Alliot       | KI  | 7   | KI  | 5   | KI  | 12  | KI  | 9   | 11  | 12  | 8   | 12  | 9   | 10  |     |     | 3      | 10.      |
| 1993 | LH93       | Lamborghini 3512  | G     | Szuzuki Tosio         |     |     |     |     |     |     |     |     |     |     |     |     |     |     | 12  | 14  | 3      | 10.      |
| 1993 | LH93       | Lamborghini 3512  | G     | Érik Comas            | KI  | 10  | 9   | KI  | 9   | KI  | 8   | 16  | KI  | KI  | KI  | KI  | 6   | 11  | KI  | 12  | 3      | 10.      |
| 1994 | LH94       | Ford HBF7/8       | G     |                       | BRA | PAC | SMR | MON | ESP | CAN | FRA | GBR | GER | HUN | BEL | ITA | POR | EUR | JPN | AUS | 2      | 11.      |
| 1994 | LH94       | Ford HBF7/8       | G     | Olivier Beretta       | KI  | KI  | KI  | 8   | NI  | KI  | KI  | 14  | 7   | 9   |     |     |     |     |     |     | 2      | 11.      |
| 1994 | LH94       | Ford HBF7/8       | G     | Philippe Alliot       |     |     |     |     |     |     |     |     |     |     | KI  |     |     |     |     |     | 2      | 11.      |
| 1994 | LH94       | Ford HBF7/8       | G     | Yannick Dalmas        |     |     |     |     |     |     |     |     |     |     |     | KI  | 14  |     |     |     | 2      | 11.      |
| 1994 | LH94       | Ford HBF7/8       | G     | Noda Hideki           |     |     |     |     |     |     |     |     |     |     |     |     |     | KI  | KI  | KI  | 2      | 11.      |
| 1994 | LH94       | Ford HBF7/8       | G     | Érik Comas            | 9   | 6   | KI  | 10  | KI  | KI  | 11  | KI  | 6   | 8   | KI  | 8   | KI  | KI  | 9   |     | 2      | 11.      |
| 1994 | LH94       | Ford HBF7/8       | G     | Jean-Denis Délétraz   |     |     |     |     |     |     |     |     |     |     |     |     |     |     |     | KI  | 2      | 11.      |

* Nem szerzett pontot.
^ Az 1991-es FIA Évkönyv Larrousse néven jegyezte a pontokat, nem Lola néven

## Forráshivatkozások
1. ↑  GrandPrix.com > Features > News Feature > Formula 1 and crime. web.archive.org, 2007. január 6. [2007. január 6-i dátummal az eredetiből archiválva]. (Hozzáférés: 2024. október 31.)
2. 1 2 3  A Larrousse-sztori… (magyar nyelven). Napi F1 sztori, 2020. április 9. (Hozzáférés: 2024. október 31.)
3. ↑  News Feature > The future of Gerard Larrousse as a team owner > F1 Features - Grandprix.com. web.archive.org, 2016. március 3. [2016. március 3-i dátummal az eredetiből archiválva]. (Hozzáférés: 2024. október 31.)
4. ↑  Latest Formula 1 Breaking News - Grandprix.com. www.grandprix.com. (Hozzáférés: 2024. október 31.)